# 희망드림 프로젝트
희망드림 프로젝트는 자활을 바탕에 둔 서울특별시의 서민 지원 정책이다.

## 희망플러스 통장
- 희망플러스 통장은 저소득층의 자산형성을 정책적으로 지원하는 복지프로그램이다. 주거자금, 소규모 창업, 교육자금 마련 등 생산적 자산형성을 통해 빈곤을 벗어나는 밑바탕을 마련할 수 있도록 도와준다.

- 대상 : 서울특별시 거주의 근로 저소득층

- 운영방식 : 저축액의 일정 비율의 인센티브를 추가로 적립해서 늘려준다. 정해진 기간의 저축이 완료되면 기존 저축액과 지원액, 이자를 함께 수령하며, '금융재무컨설팅 서비스' 등의 부가서비스도 제공된다.

- 선발방식 : 신청접수와 서류심사를 통한 선발

## 꿈나래 통장
- 꿈나래 통장은 저소득층 자녀의 장기적 교육자금 형성을 지원하는 복지프로그램이다. 교육기회 결핍으로 인한 가난의 대물림을 예방하는 것을 목표이다.

- 대상 : 서울특별시 거주의 일정 연령 이하의 아동이 있는 저소득층

- 운영방식 : 적립기간 저축 완료 시, 기존 저축액과 지원액, 이자를 함께 수령하며,  '객석나눔', '부모 교육' 등의 각종 부가서비스도 제공된다.

- 선발방식 : 신청접수와 서류심사를 통한 선발

## 희망의 인문학 강좌
- 희망의 인문학 강좌는 노숙인 등 경제적 어려움에 처한 저소득층에게 제공되는 평생교육 프로그램이다. 2008년 4월에 시작되었고, 문화체험 프로그램 등을 추가하여 운영하고 있다. 동국대학교, 경희대학교, 한국외국어대학교, 성공회대학교, 서울시립대학교, 이화여자대학교 등 서울 지역의 대학들이 참여했다.

## SOS 위기가정 특별지원
- SOS 위기가정 특별지원은 복지 수혜 대상이 아니었던 가정 중에 실직, 사업 실패로 어려움을 겪고 있는 가정을 지원하는 제도이다. '선지원 후심사' 원칙을 적용한다. 2009년 2월 3일부터 시행되었으며, 50억 원을 2,000가구에 지원할 방침이다.

## 노숙인 신용-Restart
- 노숙인 신용-Restart는 2008년부터 신용불량으로 인해 사회복귀가 어려운 노숙인들을 대상으로 노숙인의 신용회복을 돕는 사업이다.

## 노숙인 희망 길잡이
- 노숙인 희망길잡이는 2009년부터 장기 경기침체로 인한 노숙인들의 자활을 돕기 위하여 추진하는 프로그램이다.

- 운영 내용
  - 현장상담반 : 전문상담원, 시민(자원봉사자), 공무원 등으로 합동상담반을 구성하여 주․야간 거리상담활동을 전개한다.
  - 응급구호반 : 심야취약지역 거리노숙인 상담활동을 통한 노숙인의 위기상황에 신속히 대처하는 기능으로써 안전사고예방, 질환이 있는 노숙인의 병원동행 등을 지원한다.
  - 자활지원반 : 심층상담을 통한 자활․자립지원 방향을 모색하고, 일자리, 주거 등 대상자별 맞춤형 지원을 실행한다.